# Bradlo (skalní útvar)

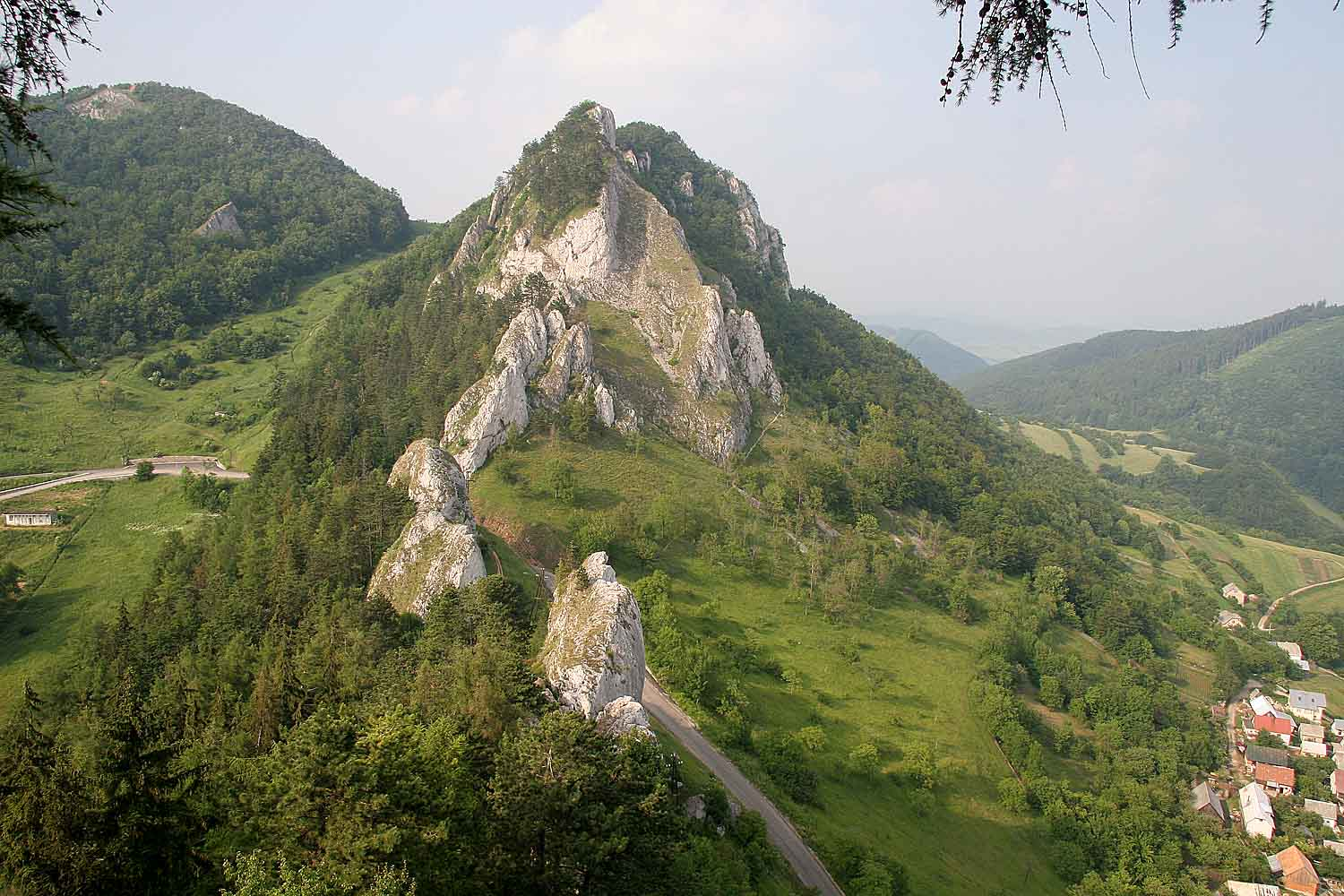
Vztyčené bradlo – Vršatské bradlá

Bradlo je geomorfologicky významný útvar tektonického původu. Geomorfologicky se projevuje jako erozí vypreprarovaná skaliska.

## Klasifikace
Starší členění rozlišovalo netektonické, tedy většinou geologicky poměrně mladé struktury jako jsou například rify, olistolity, bloky v sesuvech) a tektonické typy bradel.
Jako bradla švýcarského typu jsou označovány příkrovové trosky. V německé literatuře se pro ně používá termín klippe - útes. Moravský typ bradel tvoří šupiny v čelech příkrovů, známé jsou například ze ždánické jednotky flyšového pásma Karpat. Bradla pieninského typu jsou chápána jako od svého podkladu tektonicky oddělené čočky jurských a spodněkřídových karbonátů se vztyčeným až převráceným vrstevným sledem, vázané na bradlové pásmo. V minulosti bylo vyčleňováno vícero typů, např. rudinský, vršatecký, a v užším smyslu i samostatný pieninský.
Novější návrhy klasifikace bradel, jsou založeny nejen na základě způsobu jejich vzniku ale i na poloze v prostředí. Podle způsobu vzniku jsou rozlišována primární bradla (oddělená tektonicky) a sekundární bradla (erozní, gravitačni a ta, která vznikla lidským přičiněním). Pokud je jejich vrstevnatost rovnoběžná s povrchem bradla, vytvářejí plošné skupiny (např. příkrovové trosky), jestliže mají vztyčenou polohu jsou seřazeny v řadách.
Působením jednoho nebo vícero těchto faktorů vznikají geomorfologické objekty jako plošiny, „ještěrčí“ hřbety, olistolity a olistoplaky, případně jejich skupiny, brachyklinály („žebra“), stolové a svědecké hory, „želví“ hřbety, skalní věže a jehly (resp. mogoty) a kozí hřbety (kuesty). Tvar bradel může být pozměněn i lidskou činností.